# Electròlisi ígnia
L'electròlisi és un procés molt utilitzat per la indústria química, ja que permet l'obtenció de substàncies que no existeixen lliures a la natura, tals com clor, iode, sosa càustica, entre d'altres.
L'origen del seu nom prové de les paraules electro que significa corrent elèctric i lisi que significa trencar. Realment en aquest procés és el que succeeix, les substàncies a través de les quals passa el corrent elèctric es trenquen o descomponen.
L'electròlisi és el contrari a una pila; en una pila s'obté electricitat mitjançant una reacció d'oxidació reducció, és a dir, es transforma energia química en energia elèctrica; mentre que en l'electròlisi s'utilitza l'electricitat per a produir reaccions d'oxidació reducció, és a dir, es transforma energia elèctrica en energia química. La pila és un procés espontani, mentre que a l'electròlisi s'ha d'aplicar un corrent elèctric perquè es doni el procés.

## Tipologia

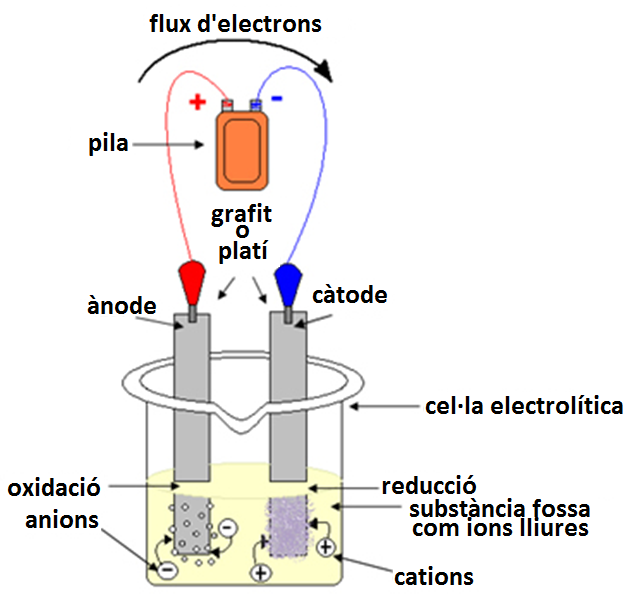
Esquema de l'electròlisi ígnea

Existeixen dos tipus d'electròlisis: electròlisi ígnia i en medi aquós. No obstant, aquí només tractarem l'electròlisi ígnia. Encara que, la diferència entre les dues és que l'electròlisi en medi aquós, significa que la substància a través de la qual passa el corrent elèctric és aquosa, mentre que a l'electròlisi ígnia la substància és líquida, és a dir, està fossa, sense que hi hagi presència d'aigua.
A l'electròlisi s'utilitza un recipient anomenat cel·la electrolítica, s'adapten dos elèctrodes per on passa el corrent elèctric. Els elèctrodes poden ser inerts(no s'alteren durant l'electròlisi) o actius (pateixen alguna modificació durant l'electròlisi). Els més utilitzats són els de platí i de grafit.
Els elèctrodes s'uneixen a una font de corrent continu (pila o bateria). El pol negatiu de la bateria (càtode) proveirà d'electrons a un dels elèctrodes, carregant-lo negativament, i fent que atregui als cations (ions positius) de la substància fossa, i que es redueixin. El pol positiu (ànode) atreu els ions negatius, aquests en arribar a l'elèctrode s'oxiden.